# 圣玛丽德戈斯
圣玛丽德戈斯（法語：Sainte-Marie-de-Gosse，法語發音：[sɛ̃t maʁi də ɡɔs]）是法国朗德省的一个市镇，属于达克斯区。

## 地理
圣玛丽德戈斯（43°33'24"N, 1°14'17"W）面积26.54 平方千米，位于法国新阿基坦大区朗德省，该省份为法国西南部沿海省份，是法國本土面积第二大的省，北起吉倫特省，西临大西洋，南至大西洋比利牛斯省，东临热尔省，东北与洛特-加龍省接壤。
与圣玛丽德戈斯接壤的市镇（或旧市镇、城区）包括：比亚罗特、拉讷港、圣艾蒂安多尔特、圣洛朗德戈斯、圣马丹德安克斯、吉什、萨姆。

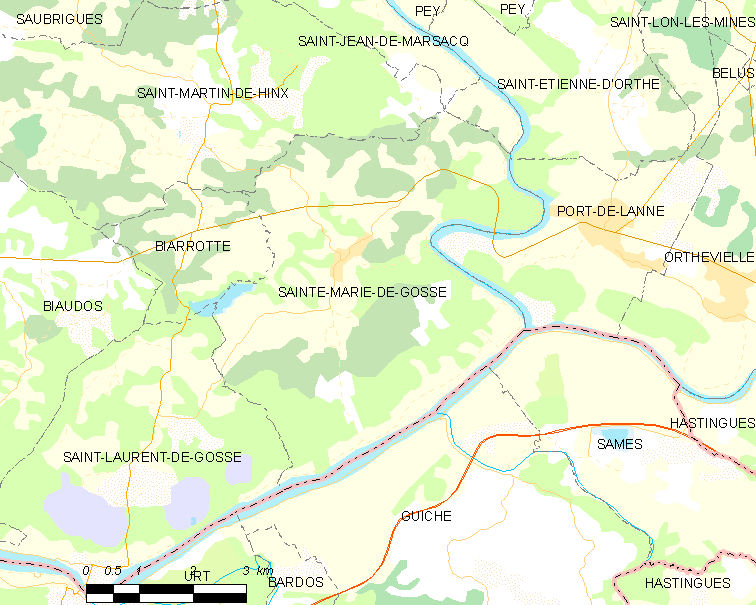
圣玛丽德戈斯的OSM定位图

圣玛丽德戈斯的时区为UTC+01:00、UTC+02:00（夏令时）。

## 行政
圣玛丽德戈斯的邮政编码为40390，INSEE市镇编码为40271。

## 政治
圣玛丽德戈斯所属的省级选区为蒂罗斯地区县。

## 人口

1962-2008年间圣玛丽德戈斯人口变化图示

圣玛丽德戈斯于2022年1月1日时的人口数量为1228人。